# Heterodoris
Heterodoris is een geslacht van weekdieren uit de klasse van de Gastropoda (slakken).

## Soorten
- Heterodoris antipodes Willan, 1981
- Heterodoris robusta Verrill & Emerton, 1882

Niet geaccepteerde naam:
- Heterodoris ingolfiana, synoniem van Atthila ingolfiana